# Mesewinkel (Wipperfürth)
Mesewinkel ist eine Ortschaft von Wipperfürth im Oberbergischen Kreis im Regierungsbezirk Köln in Nordrhein-Westfalen (Deutschland).

## Lage und Beschreibung
Der Ort liegt im Südosten der Stadt Wipperfürth im Tal des Flusses Wupper an der Grenze zur Gemeinde Marienheide. Nachbarorte sind Neuenhaus, Feldhoff (Marienheide) und Ohl.
Politisch wird der Ort durch den Direktkandidaten des Wahlbezirks 13 (130) Ohl und Klaswipper im Rat der Stadt Wipperfürth vertreten.

## Geschichte
1548 wird der Ort erstmals unter der Bezeichnung „Meysenwykel“ in den Listen der bergischen Spann- und Schüppendienste genannt. Die Karte Topographia Ducatus Montani aus dem Jahre 1715 zeigt einen Hof und bezeichnet diesen mit „Meiswinckel“. Die Topographische Aufnahme der Rheinlande von 1825 zeigt auf umgrenztem Hofraum unter dem Namen „Mesewinkel“ zwei getrennt voneinander liegende Grundrisse. Ab der amtlichen topografischen Karte (Preußische Neuaufnahme) von 1894 bis 1896 wird der Ortsname Mesewinkel verwendet. Der Ortsteil ist heute eine Straßenbezeichnung in Ohl und wird in der Straßen- und Ortsliste der Stadt Wipperfürth als Mesewinkler Weg geführt.

## Busverbindungen
Über die Haltestelle Ohl der Linien 336 und 336R (VRS/OVAG) ist Mesewinkel an den öffentlichen Personennahverkehr angebunden.